# Трновитицький Поповаць
45°38′ пн. ш. 16°52′ сх. д. / 45.64° пн. ш. 16.86° сх. д.
Трновитицький Поповаць (хорв. Trnovitički Popovac) — населений пункт у Хорватії, в Б'єловарсько-Білогорській жупанії у складі міста Гарешниця.

## Населення
Населення за даними перепису 2011 року становило 392 осіб.
Динаміка чисельності населення поселення: